# Bou
 Bou  es una población y comuna francesa, situada en la región de Centro, departamento de Loiret, en el distrito de Orléans y con cantón de Chécy. Se 

## Demografía
| 415 | 499 | 567 | 580 | 705 | 846 |
| Para los censos de 1962 a 1999 la población legal corresponde a la población sin duplicidades (Fuente: INSEE [Consultar]) |     |     |     |     |     |